# Jakob Segal

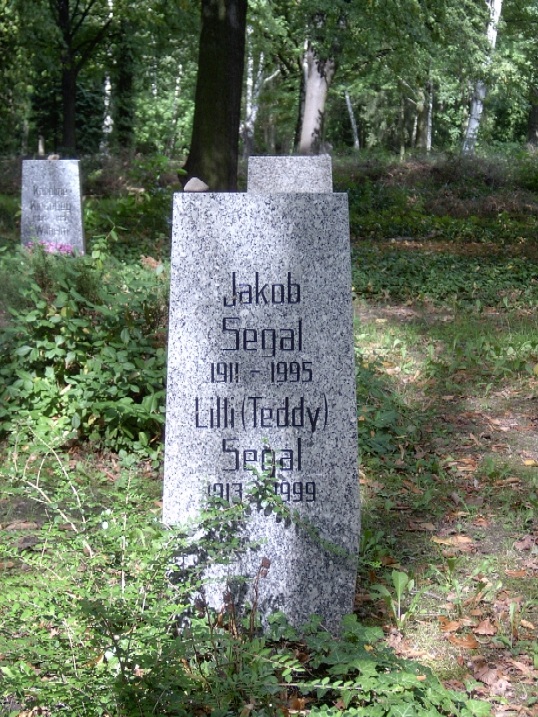
Tumba de Jakob Segal en Berlín.

Jakob Segal (San Petersburgo, Imperio ruso, 17 de abril de 1911-30 de septiembre de 1995) fue un profesor de biología en la  de Universidad de Humboldt en la antigua República Democrática Alemana (RDA). Fue uno de los defensores de la teoría de conspiración de que el VIH fue creado por el gobierno de Estados Unidos en Fort Detrick, Maryland.
Se le acusó de ser un agente de desinformación soviético por el desertor de la KGB Vasili Mitrojin, y dos miembros de la Stasi, la antigua policía secreta de la RDA.

## Operación Infektion
Segal afirmó que el profesor Robert Gallo cruzó el virus Visna ovino en los humanos el virus linfotrópico (HTLV I) en 1978 en el laboratorio P4 del Instituto de Investigación Médica de Enfermedades Infecciosas del Ejército de los EE. UU. en Fort Detrick. Los partidarios de esta teoría afirman que el 90 % del ARN del VIH se encuentra en el Visna y el 10 % en el HTLV I.
El análisis genómico, sin embargo, muestra que tales afirmaciones son falsas. Investigaciones posteriores a la teoría de Segal muestran que el VIH está mucho más estrechamente relacionado con el virus de la inmunodeficiencia de los simios que con cualquier otro virus. El actual consenso científico es que el SIDA se originó en África a mediados de los años 1930 desde el cercanamente relacionado Simian immunodeficiency virus.
El virus causante del síndrome de inmunodeficiencia adquirida (SIDA) no ha sido fabricado por ingenieros genéticos militares de Estados Unidos, según manifestó el 12 de enero de 1989 Robert Gallo, uno de los descubridores del origen viral de la enfermedad.
Segal supuestamente fue utilizado en la Operación Infektion de la KGB.

## Teoría de tratamiento antiVIH
Segal sugiere una terapia contra el VIH mediante antiinflamatorios como la aspirina o la radiación ultravioleta de la sangre del paciente a fin de reducir la actividad metabólica de los macrófagos, que son células huésped para el VIH. También apoyó la idea de una vacuna contra la p24, sin la gp120, que fue patentada por Jonas Salk.

## Obras
- Jakob Segal/Lilli Segal: Aids - die Spur führt ins Pentagon zusammen mit Manuel Kiper, Biokrieg, Vg. Neuer Weg, 2. ergänzte Auflage Oktober 1990, ISBN 3-88021-199-X
- Manuel Kiper: Seuchengefahr aus der Retorte - Vom sorglosen Umgang mit Genen, Viren und Bakterien, rororo Verlag, 1992, ISBN 3-499-13119-6
- Lilli Segal/ Jakob Segal/ Christoph Klug: AIDS can be conquered, Verlag Neuer Weg 1995/2001, ISBN 3-88021-296-1
- Jakob Segal: AIDS Zellphysiologie Pathologie und Therapie, Verlag Neuer Weg 1992, ISBN 3-88021-211-2
- Jacob Segal: wie das Leben auf der Erde entstand, DIETZ VERLAG BERLIN, 2. Auflage 1958
- Jakob Segal und Gunther Seng und andere: Methoden der UV- Bestrahlung von Blut—HOT und UVB, Hippokrates Verlag Stuttgart 1990, ISBN 3-7773-0984-2
- Jakob Segal, Ute Körner, Kate P. Leiterer: Die Entstehung des Lebens aus Biophysikalischer Sicht, VEB Gustav Fischer Verlag 1983, Bestellnummer: 533 7707
- Jakob Segal: Biophysikalische Aspekte der elementaren Zellfunktionen, VEB Georg Thieme Verlag Leipzig 1978, Bestellnummer: 532 816 5